# Renaud Victor
Renaud Victor (París, 4 de maig de 1946 – Avinyó, 3 d’octubre de 1991) és un director de cinema, guionista i actor francès.

## Biografia
El seu germanastre, Charles, és autista. Era molt jove quan el seu pare va marxar de casa. Sovint va freqüentar habitacions fosques durant la seva joventut, abans de marxar a viure durant tres anys a Dahomey al costat del seu pare adoptiu militar. Encara que no es considerava un cinèfil, va confiar el 1984 que s'havia inspirat especialment en tres pel·lícules: Els amants de la nit de Nicholas Ray, Baby Doll, i Esplendor a l'herba d'Elia Kazan.
De tornada a França el 1961, quan tenia 15 anys, cap escola el va admetre. Es va unir a una classe de graduació, que va conduir a un centre d'aprenentatge. Va treballar com a lampista i encarregat de benzinera, i des de 1969, va fer cursos de sociologia, etnologia i d'estudis cinematogràfics a la centre universitari de Vincennes, i està a prop dels cercles Maoistes.
Després de veure Le Moindre Geste, que el va deixar «impressionat i molest», es va posar en contacte amb el seu director, Fernand Deligny. Entre 1972 i 1975, es va interessar per l'entorn de vida dels joves autistes sota la responsabilitat de Deligny a Monoblet. També es va establir a prop de Monoblet i va llogar una casa amb un amic on va acollir un nen autista; convertit en acollidor en adopció, es va instal·lar durant molt de temps en aquest departament .
Abans de Deligny una ruptura radical amb la seva idea inicial del cinema i una certa forma de societat, impulsant d'ara endavant un cinema de l'autèntic, treu de la iniciativa d'aquest Ce gamin, là, pel·lícula experimental que evoca el cas de Janmari: troba un èxit d'estima — Jacques Siclier jutjant per exemple a Le Monde que revela l'essencial sobre la forma de vida d'aquests joves autistes, amb un resultat bonic, commovedor, sensible. Ajudat en la producció per François Truffaut, de qui va obtenir retalls nets i un canvi de títol, va ser entrenat per Richard Copans (que es va convertir en un amic íntim) dirigint la fotografia.
El 1980, va donar amb Hé ! Tu m'entends ? una investigació (basada en un llibre de Charly Boyadjian) sobre la classe obrera de Grenoble que convoca la seva dona Monique Parelle i el seu fill Cyrili que, sent rebutjada pel públic, aquesta vegada va despertar dures crítiques. A Le Meilleur de la vie (1985), que ell jutja capital, retrata (per primera vegada amb actors professionals) la història d'una parella d'enamorats però soscavada per contingències externes. El rodatge va patir conflictes dins de l'equip i un baix pressupost. Es tracta, segons Édouard Waintrop, d'un nou fracàs.
Aleshores va ser director de producció de diversos llargmetratges, per a la companyia Les Films du passage fundada per Copans. També participa en el col·lectiu Cinélutte, cofundat pel mateix. Paral·lelament, va formar amb Deligny diversos projectes d'adaptació, com ara Rue de l'Oural (sobre una experiència teatral durant la dècada dels 50) o Peau d'argile (la trama del qual transcorre en la prehistòria). Cap al 1989 va rodar Fernand Deligny, sobre una pel·lícula per fer, que dona veu a l'educador aleshores en els seus últims anys, sobre la relació entre imatges i paraules.
Amb l'ajuda d'un periodista de Libération, troba aleshores un pres fugit, Jean-Yves Beck, amb qui simpatitza i a qui convenç de rendir-se per purgar la seva condemna i després poder reintegrar-se. Està projectant un documental inacabat, Un homme de trop. Però això el va portar a freqüentar la presó de les Baumettes, on va filmar la seva darrera producció, De jour comme de nuit (1991), que tracta sobre el confinament a través d'un documental sobre el món carcerari. En immersió total, no dubta a dormir en una cel·la, sol o en companyia de presos.
Poc després de completar De jour comme de nuit, es va trobar «físicament esgotat». Va morir a Avinyó el 3 d’octubre de 1991, als 45 anys, a causa d'un càncer devastador declarat tres mesos abans. No pot adaptar Yanoama, l'autobiografia d'Ettore Biocca, tal com va planejar.
Descansa al cementiri de Monoblet.

### Posteritat
Durant el Festival Internacional de Cinema Documental s'atorga un premi Renaud-Victor, dotat pel CNC.
Bernard Bastide i Jacques-Olivier Durand creuen que 
| « | és recordat com un home turmentat, que necessitava implicar-se personalment en les seves pel·lícules i no estava realment feliç que quan estava rodant. | » |

Segons els mateixos autors, una constant recorre la seva obra (només d'aparença heterogènia): la fragilitat de l'espècie humana.
Per la seva banda, Anne Baudry, editora de De jour comme de nuit, veu en el tema del confinament — i la llibertat un problema permanen per a Renaud Victor. I afegeix que mai va deixar d'intentar fugir de la vida al cinema, com si la vida s'hagués refugiat en les pel·lícules i que l'única vida per la qual val la pena viure era la que 'trobem en la projecció d'imatges parpellejants.

## Filmografia

### Actor
- 1984 : Les Amants terribles de Danièle Dubroux : el músic
- 1985 : Le Meilleur de la vie de Renaud Victor : el desconegut
- 1986 : Gardien de la nuit de Jean-Pierre Limosin : l'home darrere de l'atracció
- 1986 : Faubourg Saint-Martin de Jean-Claude Guiguet : l'inspector de policia
- 1987 : La Rumba de Roger Hanin : el segon motorista
- 1988 : L'Autre Nuit de Jean-Pierre Limosin

### Director
- 1976 : Ce gamin, là, documental
- 1980 : Hé ! Tu m'entends ?
- 1985 : Le Meilleur de la vie
- 1989 : Fernand Deligny, à propos d’un film à faire
- 1992 : De jour comme de nuit, documental realitzat a la presó de Las Baumetas

### Guionista
- 1976 : Ce gamin, là, documental
- 1980 : Hé ! Tu m'entends ?
- 1985 : Le Meilleur de la vie